# Plan Jeanneney
Le plan Jeanneney, du nom du ministre de l'énergie Jean-Marcel Jeanneney, est un plan publié en 1960 préconisant la diminution de la production de charbon en France.

## Contexte
En 1951, Charbonnages de France connaît son premier déficit. Entre 1946 et 1959, la part du charbon dans la demande française d'énergie est passée de 80 à 56 % et, en 1960, les stocks de charbon sont au plus haut avec 14 millions de tonnes. La baisse des ventes accentua les difficultés du milieu charbonnier français.
Le 10 février 1959, le ministre de l’Industrie français déclare « il faut réviser la politique énergétique de la France » notamment du fait de la baisse des besoins en charbon et l’arrivée des hydrocarbures de la zone franc. Le 17 mai 1959, devant la commission de la production et des échanges de l’Assemblée nationale, Jean-Marcel Jeanneney souligne l'importance de l'enjeu énergétique pour le gouvernement et appelle à une meilleure « coordination énergétique ».

## Contenu
En réaction à ce contexte, le gouvernement français adopte le plan Jeanneney qui prévoit :
- la baisse de la production de un million de tonnes par an, pour être ramenée à 53 millions de tonnes en 1965 ;
- la réduction des investissements dans l'extraction ;
- le passage d'une logique de production déterminée sur la consommation prévues à une logique de coûts de production basés sur les prix du charbon étranger importés et des autres combustibles.

## Réactions et conséquences
L'adoption du plan Jeanneney entraîne un mouvement de grève à Decazeville en 1961 et une grève nationale en 1963.
Cependant, le déficit continuera d'augmenter et dépassera le milliard de francs en 1966. Un nouveau plan, le plan Bettencourt, est adopté en 1968.

## Sources